# Навесна стрелба
Навесна стрелба е стрелбата от артилерийски оръдия по местности при ъгли на възвишение на ствола над 20°.
Ефективността на навесната стрелба се повишава с увеличаване на ъглите на възвишение, тъй като по този начин се увеличават и ъглите на падане на снарядите, а следователно, и тяхното осколочно или фугасно действие. Стрелба при ъгли на възвишение над 45° се нарича мортирна. Допълнителното увеличаване на остротата на траекторията е възможно за сметка на намаляване на метателния заряд. Поради това навесната стрелба в най-голяма степен е характерна за гаубиците и минометите, имащи освен големи ъгли на възвишение на ствола и заряди с регулируема мощност.